# Demokrata Tömörülés
A Demokrata Tömörülés (görögül: Δημοκρατικός Συναγερμός (ΔΗΣΥ), röviden DISZI vagy nemzetközileg elterjedt rövidítésével DISY) kereszténydemokrata, konzervatív politikai párt a Ciprusi Köztársaságban. A Demokrata Tömörülés az ország egyik legmeghatározóbb politikai ereje: 2011-ben és 2016-ban is megnyerte a parlamenti választásokat, valamint 2013 óta soraiból kerül ki a köztársasági elnök is Níkosz Anasztasziádisz személyében, akit 2018-ban újra is választottak elnöki posztjára.

## Értékek és elvek
A párt kereszténydemokrata és konzervatív értékeket vall, elkötelezett a nyugati kapcsolatok és az ország EU és NATO orientációja mellett. Kiáll a hagyományos családi értékek, a szabad piac, a vállalkozás szabadságának elve mellett.
A Demokrata Tömörülés az Észak-Ciprushoz fűződő viszony tekintetében többnyire kompromisszumos álláspontot képvisel. A Ciprus kérdés megoldására – azaz a sziget megosztottságának megszüntetésére – vonatkozóan a párt egy bizonális, a két közösség föderációjára épülő megoldást javasol. Ezért a Demokrata Tömörülés támogatta a kérdés megoldására, az ENSZ közreműködésével kidolgozott Annan-tervet, amit azonban a 2004-es népszavazás során a Ciprusi Köztársaság meg nem szállt területein élők 75%-a elutasított.

## Története
A pártot 1976-ban alapította és 1993-ig vezette Gláfkosz Klirídisz. A párt megalakulása óta jelentős támogatást élvez: a Demokrata Tömörülés már az 1976-os választásokon a szavazatok közel egynegyedét kapta, az azt követően választásokon pedig rendre megszerzi a szavazatok körülbelül harmadát. 1976-ban a választási rendszerben alkalmazott többségi elv miatt még nem szerzett mandátumot a parlamentben, de mivel Ciprus a következő, 1981-es választástól kezdve áttért az arányos képviselet elvére, és azóta a DISY a parlament legnagyobb vagy második legnagyobb frakcióját adja. 
Klirídisz 1983-ban és 1988-ban is indult a választáson a köztársasági elnöki pozícióért, de ekkor még nem járt sikerrel. 1993-ban azonban a Ciprusi Köztársaság elnökévé választották. Ekkor lemondott a pártelnökségről. 1998-ban ismét megnyerte az elnökválasztást, 2003-ban azonban nem tudta megvédeni elnöki mandátumát, alulmaradt Tásszosz Papadópulosszal szemben.
A pártot Klirídisz elnökké választásától 1997-ig, Jannákisz Mátszisz vezette. Ekkor Níkosz Anasztasziádisz vette át tőle a tisztséget, és egészen 2013-as elnökké választásáig a párt elnöke maradt. Köztársasági elnökké választásakor Anasztasziádisz is lemondott a pártelnöki posztról. Utódja Avérof Neofítu lett.

## Választási eredmények

### Képviselőházi választások
| Választás | Megszerzett szavazatok | Megszerzett szavazatok | Megszerzett szavazatok | Képviselők száma | Képviselők száma |
| Választás | #                      | %                      | Helyezés               | #                | ±                |
| --------- | ---------------------- | ---------------------- | ---------------------- | ---------------- | ---------------- |
| 1981      | 92 886                 | 31,9                   | 2.                     | 12 / 35          | új párt          |
| 1985      | 107 223                | 33,6                   | 1.                     | 19 / 56          | 7                |
| 1991      | 122 495                | 35,8                   | 1.                     | 20 / 56          | 1                |
| 1996      | 127 380                | 34,5                   | 1.                     | 20 / 56          | 0                |
| 2001      | 139 732                | 34,0                   | 2.                     | 19 / 56          | 1                |
| 2006      | 127 776                | 30,3                   | 2.                     | 18 / 56          | 1                |
| 2011      | 138 682                | 34,3                   | 1.                     | 20 / 56          | 2                |
| 2016      | 107 824                | 30,7                   | 1.                     | 18 / 56          | 2                |

### Európai Parlamenti választások
| Választás | Megszerzett szavazatok | Megszerzett szavazatok | Megszerzett szavazatok | Képviselők száma | Képviselők száma |
| Választás | #                      | %                      | Helyezés               | #                | ±                |
| --------- | ---------------------- | ---------------------- | ---------------------- | ---------------- | ---------------- |
| 2004      | 94 355                 | 28,23                  | 1.                     | 2 / 6            | új párt          |
| 2009      | 109 209                | 35,65                  | 1.                     | 2 / 6            | 0                |
| 2014      | 97 732                 | 37,75                  | 1.                     | 2 / 6            | 0                |